# Terreur (strip)
Terreur is een Belgische stripreeks die begonnen is in november 2002 met André-Paul Duchâteau als schrijver en René Follet als tekenaar.

## Albums
Deze reeks is geschreven door André-Paul Duchâteau, getekend door René Follet en uitgegeven door Le Lombard.
| Nummer | Titel  |
| ------ | ------ |
| 1      | Deel 1 |
| 2      | Deel 2 |